# Saint-Adolphe-d'Howard
Saint-Adolphe-d'Howard es un municipio canadiense situado en la provincia de Quebec.

## Superficie
Saint-Adolphe-d'Howard tiene una superficie de 135,8 km².

## Demografía
En 2021, tenía 3824 habitantes, una densidad poblacional de 28,2 hab./km², y 3730 viviendas.